# Кокшов-Бакша
Кокшов-Бакша (словац. Kokšov-Bakša) — село в окрузі Кошиці-околиця Кошицького краю Словаччини. Площа села 3,57 км². Станом на 31 грудня 2016 року в селі проживало 1207 жителів.

## Історія
Перші згадки про село датуються 1302 роком.

## Населення
| Рік:            | 1994. | 2004.   | 2014.    | 2024.    |
| --------------- | ----- | ------- | -------- | -------- |
| Кількість осіб: | 1078  | 1046    | 1174     | 1335     |
| Різниця:        |       | -2,96 % | +12,23 % | +13,71 % |

| Рік:            | 2023. | 2024.   |
| --------------- | ----- | ------- |
| Кількість осіб: | 1310  | 1335    |
| Різниця:        |       | +1,90 % |